# Lysimachia hybrida
Lysimachia hybrida är en viveväxtart som beskrevs av André Michaux. Lysimachia hybrida ingår i släktet lysingar, och familjen viveväxter. Inga underarter finns listade i Catalogue of Life.